# Gaspar Gil Polo
Gaspar Gil Polo (* um 1535 in Valencia; † 1591 in Barcelona) war ein spanischer Schriftsteller.
Er setzte den unvollendet gebliebenen Schäferroman Diana von Jorge de Montemayor nach dessen Tod fort. 1564 erschien die Fortsetzung unter dem Titel Diana enamorada und erreichte weit höheres Ansehen als das Original.
| Personendaten    | Personendaten                 |
| ---------------- | ----------------------------- |
| NAME             | Gil Polo, Gaspar              |
| KURZBESCHREIBUNG | spanischer Dichter und Sänger |
| GEBURTSDATUM     | um 1535                       |
| GEBURTSORT       | Valencia                      |
| STERBEDATUM      | 1591                          |
| STERBEORT        | Barcelona                     |